# سانان
سانان، روستایی در دهستان کتیج بخش‌کتیج شهرستان فنوج در استان سیستان و بلوچستان ایران است.

## جمعیت
این روستا در دهستان کتیج قرار دارد و براساس سرشماری عمومی نفوس و مسکن در سال ۱۳۹۵، جمعیت این روستا زیر ۳ خانوار بوده‌است.